# هنري بلهام
هنري بلهام (بالإنجليزية: Henry Pelham)‏ سياسي بريطاني (25 سبتمبر 1694-6 مارس 1754). تولى رئاسة الوزارة في بريطانيا من 27 أغسطس 1743 إلى 6 مارس 1754. هو الأخ الأصغر لتوماس بلهام هولز (دوق نيوكاسل). توفي أثناء فترة حكمه فخلفه أخوه دوق نيوكاسل.